# Annette K. Olesen
Annette Kristina Olesen (født 20. november 1965) er en dansk filminstruktør. Hun har allerede med sin første egentlige spillefilm, Små ulykker, vakt international opmærksomhed, og filmen var nomineret til Guldbjørnen ved Berlin Filmfestival i 2002, ligesom filmen indbragte holdet Den blå engel samme sted.

## Karriere
Annette K. Olesen studerede på instruktørlinien på Den Danske Filmskole, hvorfra hun blev færdiguddannet i 1991. Hun har efterfølgende arbejdet på DR på ungdomsredaktionen, og hun har lavet flere produktioner her, såvel fiktion som dokumentarprogrammer. I 1998 fik hun et arbejdslegat fra Statens Kunstfond.
Med Små ulykker tog hun springet til spillefilm, og hun har vakt opmærksomhed med alle sine film, der behandler alvorlige og aktuelle emner. Det har givet hende og filmene flere internationale priser.
Udover sine produktioner har hun været aktiv i film- og mediepolitik blandt andet i bestyrelsen for Danske Filminstruktører (2013-?) og i bestyrelsen for TV2 Danmark (2012-2018).
Hun har siden 1995 ofte undervist på Den Danske Filmskole. Fra 2017 til 2019 var hun leder af fiktions-instruktør uddannelsen.

## Familie
Annette K. Olesen har siden 1998 været gift med filminstruktøren Åke Sandgren.

## Filmografi
Spillefilm, hvis ikke andet er nævnt:
- 10:32 tirsdag – En kærlighedshistorie (1991 – afgangsfilm fra Filmskolen)
- Julies balkon (1993 – kortfilm, også manuskript)
- Tifanfaya (1997 – kortfilm)
- Y - fædre og sønner (2001 – dokumentarfilm)
- Små ulykker (2002)
- Forbrydelser (2004 – også manuskript)
- 1:1 (2006)
- 45 cm - or love as a symbolic communication medium (2007, kortfilm)
- Lille soldat (2008)
- Borgen (2010, tv-serie)
- Skytten (2013)
- Bankerot (2015, tv-serie)